# Гликопротеин IIb/IIIa
Гликопротеин IIb/IIIa (интегрин αIIbβ3) — мембранный белок, димерный интегрин, состоящий из альфа цепи αIIb и бета цепи β3. Играет важную роль в агрегации тромбоцитов, мишень антитромботических препаратов.

## Функции

Структура гетеродимерного интегрина альфа-IIb (GPIIb)/бета-3 (GPIIIa) и лиганд-связывающий домен (выделен розовым цветом).

Гликопротеин IIb/IIIa находится на поверхности тромбоцитов и является рецептором фибриногена. Образование комплекса между альфа и бета интегринами представляет собой кальций-зависимый процесс, это необходимый этап в агрегации тромбоцитов и их адгезии к эндотелию. Активация тромбоцитов под действием АДФ приводит к конформационному изменению гликопротеина, что приводит к его связыванию с фибриногеном. Несколько лекарственных веществ воздействуют на этот рецептор, включая abciximab, eptifibatide, tirofiban.

## Патология
Нарушения гликопротеина IIb/IIIa приводят к тромбастении, т.н. болезни Гланцмана. Болезнь Гланцмана является наследственным заболеванием с аутосомно-рецессивным характером проявления, характеризуется нарушением гемостаза с тяжелыми рецидивирующими кровотечениями слизистых покровов. Тромбоциты таких больных не связываются с фибриногеном и не способны агрегировать.
В случае аутоиммунного нарушения с выработкой аутоантител против гликопротеина IIb/IIIa развивается хроническая иммунопатологическая тромбоцитопеническая пурпура, или болезнь Верльгофа.

## В медицине
Ингибиторы гликопротеина IIb/IIIa могут использоваться для предотвращения образования в крови тромбов с целью снизить риск инфаркта миокарда или инсульта.